# Eterodonte

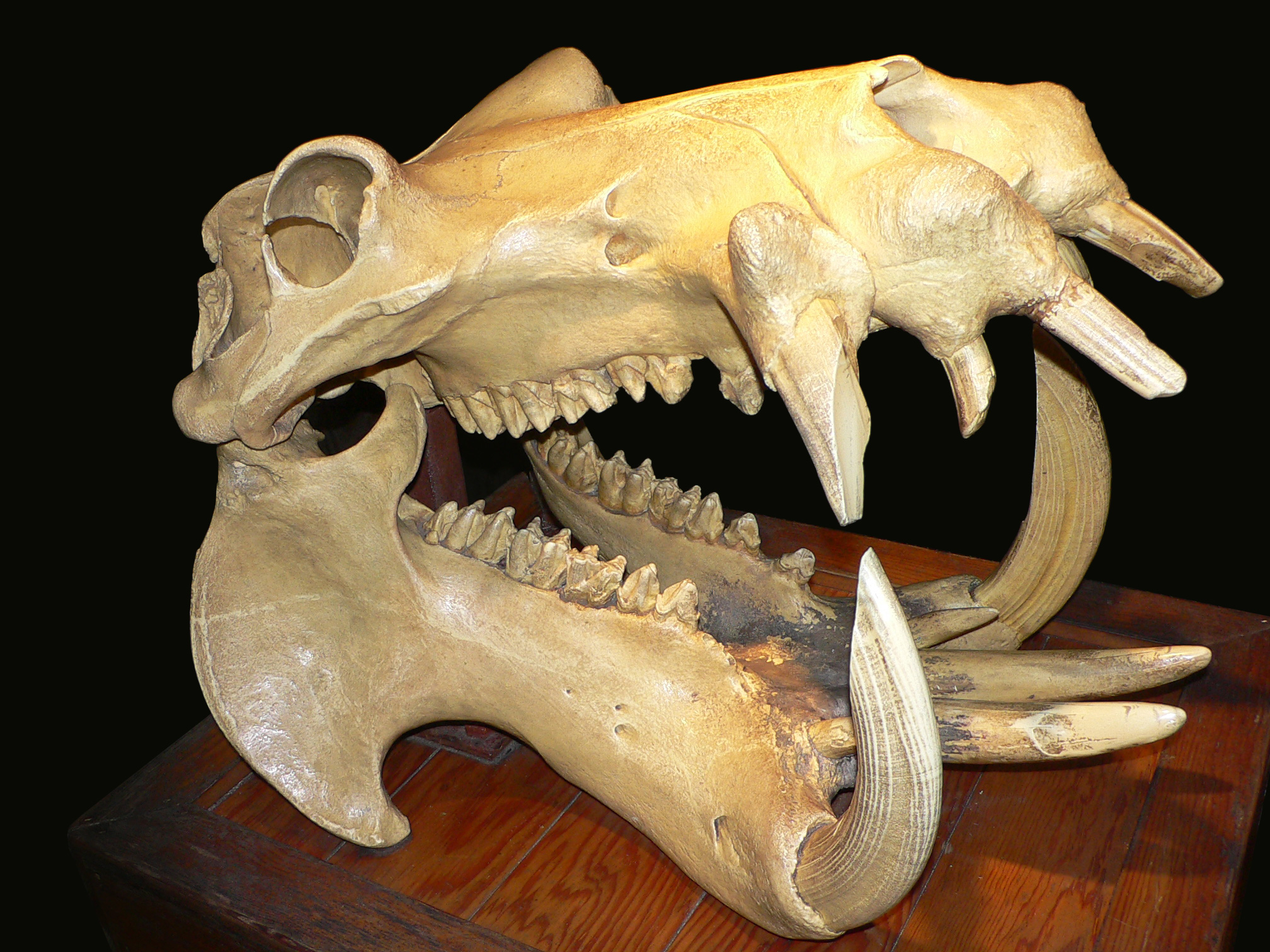
Il teschio di un ippopotamo

Un eterodonte (dal greco "heteros", diverso, e "odous", dente, con il significato di "denti diversi") è un animale che possiede più di una singola morfologia dentaria.
Nei vertebrati, il termine eterodonte riguarda gli animali in cui i denti sono differenziati in forme diverse. Ad esempio, i terapsidi (mammiferi inclusi) generalmente possiedono incisivi, canini, premolari e molari. La presenza della dentatura eterodonte è la prova di un certo grado di specializzazione alimentare. Al contrario, la dentatura omodonte o isodonte, plesiomorfa per i vertebrati, è costituita da una serie di denti che possiedono tutti grosso modo la stessa morfologia, seppur possano variare molto per dimensioni. Oltre ai mammiferi e ai loro parenti stretti, l'eterodontia si riscontra in altri vertebrati come lo squalo di Port Jackson (Heterodontus portusjacksoni) ed in varie specie di rettili estinti, come il dinosauro Heterodontosaurus e molti crocodilomorfi (ad esempio Yacarerani). 
Negli invertebrati, il termine eterodonte si riferisce a una condizione in cui si verificano denti di dimensioni diverse nella cerniera delle valve, una parte dei Bivalvia.